# Argentijnse waterrat
De Argentijnse waterrat (Scapteromys tumidus)  is een zoogdier uit de familie van de Cricetidae. De wetenschappelijke naam van de soort werd voor het eerst geldig gepubliceerd door Waterhouse in 1837.

## Voorkomen
De soort komt voor in Argentinië, Uruguay en Brazilië.